# 987 (szám)
A 987 (római számmal: CMLXXXVII) egy természetes szám, szfenikus szám, a 3, a 7 és a 47 szorzata; Fibonacci-szám.

## A szám a matematikában
A tízes számrendszerbeli 987-es a kettes számrendszerben 1111011011, a nyolcas számrendszerben 1733, a tizenhatos számrendszerben 3DB alakban írható fel.
A 987 páratlan szám, összetett szám, azon belül szfenikus szám, kanonikus alakban a 31 · 71 · 471 szorzattal, normálalakban a 9,87 · 102 szorzattal írható fel. Nyolc osztója van a természetes számok halmazán, ezek növekvő sorrendben: 1, 3, 7, 21, 47, 141, 329 és 987.
A 987 a Fibonacci-számsorozat tizenhatodik (más értelmezés szerint a tizenhetedik) tagja.
A 987 négyzete 974 169, köbe 961 504 803, négyzetgyöke 31,41656, köbgyöke 9,95648, reciproka 0,0010132. A 987 egység sugarú kör kerülete 6201,50390 egység, területe 3 060 442,174 területegység; a 987 egység sugarú gömb térfogata 4 027 541 900,7 térfogategység.